# والری کارپین
والری کارپین (روسی: Валерий Георгиевич Карпин؛ زادهٔ ۲ فوریهٔ ۱۹۶۹) بازیکن بازنشسته و مربی کنونی فوتبال اهل روسیه-استونی که در حال حاضر سرمربی باشگاه فوتبال روستوف است.
از باشگاه‌هایی که در آن بازی کرده‌است می‌توان به والنسیا، سلتاویگو، زسکا مسکو، اسپارتاک مسکو، و رئال سوسیداد اشاره کرد.
وی همچنین در تیم ملی فوتبال روسیه بازی کرده‌است و در جام‌های جهانی ۱۹۹۴ و ۲۰۰۲ به میدان رفته‌است.